# Gibb (rivier)
De Gibb is een rivier in de regio Kimberley in West-Australië.

## Geschiedenis
Ten tijde van de Europese kolonisatie leefden de Wilawila en Ngarinjin Aborigines langs de Gibb.
De rivier werd in 1901 door landmeter Charles Crossland naar Andrew Gibb Maitland (1864-1951) vernoemd. Maitland diende als overheidsgeoloog bij Crossland toen ze de rivier voor het eerst waarnamen. De Gibb River Road werd later naar de rivier vernoemd.

## Geografie
De Gibb ontstaat tussen het Caroline- en het Gibbgebergte. De rivier stroomt naar het noorden waar ze uitmondt in de rivier de Drysdale waarvan ze een zijrivier is.
De rivier wordt door onder meer onderstaande waterlopen gevoed:
- North Creek (434 m)
- Plain Creek (405 m)
- Russ Creek (361 m).